# Ректори університету «Львівська політехніка»
1904 року виготовили нові ректорські «інсигнії».
- 1844—1848 — Флоріан Шиндлер
- 1851—1871 — Александер Райзінґер
- 1872—1874 — Фелікс Стжелецький
- 1874—1875 — Ян Непомуцен Франке
- 1875—1876 — Кароль Машковський
- 1876—1877 — Авґуст Фройнд
- 1877—1878 — Юліан Захарієвич
- 1878—1879 — Владислав Зайончковський
- 1879—1880 — Юліан Медвецький
- 1880—1881 — Ян Непомуцен Франке
- 1881—1882 — Юліан Захаревич
- 1882—1883 — Авґуст Фройнд
- 1883—1884 — Юліуш Биковський
- 1884—1885 — Юліан Медвецький
- 1885—1886 — Владислав Зайончковський
- 1886—1887 — Богдан Мариняк
- 1887—1888 — Юліан Медвецький
- 1888—1889 — Густав Бізанц
- 1888—1889 — Домінік Зброжек
- 1889—1890 — Авґуст Фройнд
- 1890—1891 — Ян Непомуцен Франке
- 1891—1892 — Кароль Скібінський
- 1892—1893 — Юзеф Ріхтер
- 1893—1894 — Плацид Дзівінський
- 1894—1895 — Максиміліан Тульє
- 1895—1896 — Броніслав Павлевський
- 1896—1897 — Мечислав Лазарський
- 1897—1898 — Роман Гостковський
- 1898—1899 — Густав Бізанц
- 1899—1900 — Юзеф Ріхтер
- 1900—1901 — Стефан Нементовський
- 1901—1902 — Роман Дзеслевський
- 1902—1903 — Тадеуш Фідлер
- 1903—1904 — Станіслав Кемпінський
- 1904—1905 — Леон Сирочинський
- 1905—1906 — Северин Відт
- 1906—1907 — Едгар Ковач
- 1907—1908 — Віктор Синевський
- 1908—1909 — Стефан Нементовський
- 1909—1910 — Броніслав Павлевський
- 1910—1911 — Максиміліан Тульє
- 1911—1912 — Тадеуш Фідлер
- 1912—1913 — Едвін Гаусвальд
- 1913—1914 — Казімеж Олеарський
- 1914—1915 — Максиміліан Титус Губер
- 1915—1916 — Станіслав Анчиць
- 1916—1917 — Тадей Обмінський
- 1917—1918 — Здзіслав Криговський
- 1918—1919 — Тадеуш Годлевський
- 1919—1920 — Максиміліан Матакевич
- 1920—1921 — Стефан Павлик [Архівовано 27 квітня 2015 у Wayback Machine.]
- 1921—1922 — Максиміліан Титус Губер
- 1922—1924 — Юліан Фабіянський
- 1924—1925 — Кароль Вонторек [Архівовано 27 квітня 2015 у Wayback Machine.]
- 1925—1925 — Ігнацій Мосцицький
- 1925—1926 — Ян Лопушанський
- 1926—1927 — Отто Надольський
- 1927—1928 — Юліан Токарський
- 1928—1929 — Казимир Зіпсер
- 1929—1930 — Каспер Вайґель
- 1930—1931 — Казимир Бартель
- 1931—1931 — Вітольд Мінкевич
- 1931—1932 — Габрієль Сокольницький [Архівовано 6 жовтня 2018 у Wayback Machine.]
- 1932—1933 — Казимир Зіпсер [Архівовано 13 вересня 2019 у Wayback Machine.]
- 1933—1934 — Отто Надольський
- 1935—1936 — Отто Надольський
- 1936—1937 — Адольф Йошт [Архівовано 16 вересня 2019 у Wayback Machine.]
- 1937—1939 — Едвард Сухарда
- 1939—1939 — Антоній Верещинський
- 1939—1941 — Максим Садовський
- 1943—1944 — Теодор Бедефельдт
- 1944—1944 — Володимир Бужинський
- 1944—1953 — Стефан Ямпольський
- 1953—1963 — Микола Максимович
- 1963—1971 — Григорій Денисенко
- 1971—1991 — Михайло Гаврилюк
- 1991—2007 — Юрій Рудавський
- з 2007 — Юрій Бобало

В абетковому порядку
- Казімеж Бартель
- Юліуш Биковський
- Густав Бізанц
- Бобало Юрій Ярославович
- Каспер Вайґель
- Антоній Верещинський
- Северин Відт
- Кароль Вонторек
- Гаврилюк Михайло Олександрович
- Едвін Гаусвальд
- Тадеуш Годлевський
- Максиміліан Титус Губер
- Роман Ґостковський
- Денисенко Григорій Іванович
- Роман Дзеслевський
- Плацид Дзівінський
- Владислав Зайончковський
- Захаревич Юліан
- Домінік Зброжек
- Казимир Зіпсер
- Станіслав Кемпінський
- Едгар Ковач
- Здзіслав Криговський
- Мечислав Лазарський
- Ян Лопушанський
- Максиміліан Матакевич
- Максимович Микола Григорович
- Мариняк Богдан
- Кароль Машковський
- Юліан Медвецький
- Вітольд Мінкевич
- Ігнацій Мосцицький
- Отто Надольський
- Стефан Нементовський
- Обмінський Тадей
- Казимир Олеарський
- Броніслав Павлевський
- Стефан Павлік
- Александер Райзінґер
- Юзеф Ріхтер
- Рудавський Юрій Кирилович
- Леон Сирочинський
- Станіслав Анчиць
- Максиміліан Тульє
- Юліан Фаб'янський
- Тадеуш Фідлер
- Ян Непомуцен Франке
- Авґуст Фройнд
- Ямпольський Стефан Михайлович